# Chi c'è c'è, chi non c'è non parla
Chi c'è c'è, chi non c'è non parla è un programma radiofonico, in onda dal 2005 su RTL 102.5 il sabato mattina (e d'estate anche la domenica al posto de L'indignato speciale) tra le 9 e le 11, dedicato agli sfoghi degli ascoltatori che possono intervenire telefonicamente (lasciando poi il loro numero di telefono in diretta) per denunciare torti o disservizi, ad esempio dalle assicurazioni o dalle compagnie telefoniche. Negli anni si sono succeduti vari speaker: Max Laudadio, Barbara Sala,Luigi Pelazza Andrea De Sabato, Francesca Cheyenne, Sara Ventura, Alessandro Greco, Nino Mazzarino, Pierluigi Diaco, Federico Vespa, Myriam Fecchi, Georgia Luzi, Federica Gentile, Ilaria Arpino e Pino Insegno. Attualmente la conduzione del programma è affidata a Barbara Foria e ad Armando Piccolillo. 
È anche in radiovisione sul canale 736 di Sky e sul canale 36 del digitale terrestre, e della piattaforma Tivùsat.